# 釧路町
釧路町（日语：／ Kushiro chō */?）位於北海道釧路綜合振興局中部、釧路市東南側10公里處，南邊面向太平洋，約80%的土地是海拔100m左右的連綿山地，剩下的20%則是西部的釧路平原和泥炭地。町公所設於釧路町的別保地區。當地以生產曲棍球長筒靴最為著名。

## 地理
轄區可分為別保、中央、遠矢、昆布森五個地區。地區緊鄰釧路市，屬於釧路市生活圈。遠矢地區位於釧路濕原國立公園東部，國道391號線、釧網本線皆通過此地區。昆布森地區位於沿海地區，被海和山所包圍，地勢險峻。

## 歷史
- 1880年：設置昆布森村外二村戶長役場。
- 1919年4月1日：昆布森戶長因實施二級村町制而改制為昆布森村。
- 1920年6月27日：釧路町（今釧路市）從釧路村分割獨立。
- 1955年1月1日：昆布森村與原釧路村合併為重新設立的釧路村。
- 1980年4月1日：釧路村改制為釧路町。[3]

## 產業
當地的製造業蓬勃發展。地區由於緊鄰釧路市，人口較多，同時有許多大型量販店設於此，成為東北海道規模最大的商店區。昆布森地區以漁業為主，漁獲以海帶、鮭魚、海膽、牡蠣為主。別保地區過去曾因開採煤礦而繁榮，但現在已停止開採。遠矢地區以商業為主，主要作物為蘿蔔、蕪菁、紅蘿蔔、菠菜、綠花椰菜等蔬菜。

## 交通

### 機場
- 釧路機場（位於釧路市）

### 鐵路
- 北海道旅客鐵道
  - 根室本線：別保車站
  - 釧網本線：細岡車站 - 釧路濕原車站 - 遠矢車站

### 道路
| 高速道路 - 釧路外環狀道路（興建中） - 北海道橫斷自動車道釧路線（釧路～本別段興建中） 一般國道 - 國道44號 - 國道272號 - 國道391號 | 主要地方道 - 北海道道142號根室濱中釧路線 道道 - 北海道道1003號遠野別保線 - 北海道道1128號厚岸昆布森線 |

## 觀光景點
- 釧路濕地：國指定天然記念物
- 細岡展望台
- 岩保木水門
- 達古武湖
- 尻羽岬

## 教育

### 高等學校
- 道立北海道釧路東高等學校

### 中學校
| - 釧路町立昆布森中學校 - 釧路町立遠矢中學校 | - 釧路町立富原中學校 - 釧路町立別保中學校 |

### 小學校
| - 釧路町立昆布森小學校 - 釧路町立仙鳳趾小學校 - 釧路町立知方學小學校 | - 釧路町立遠矢小學校 - 釧路町立富原小學校 - 釧路町立別保小學校 |